# Frank Diez

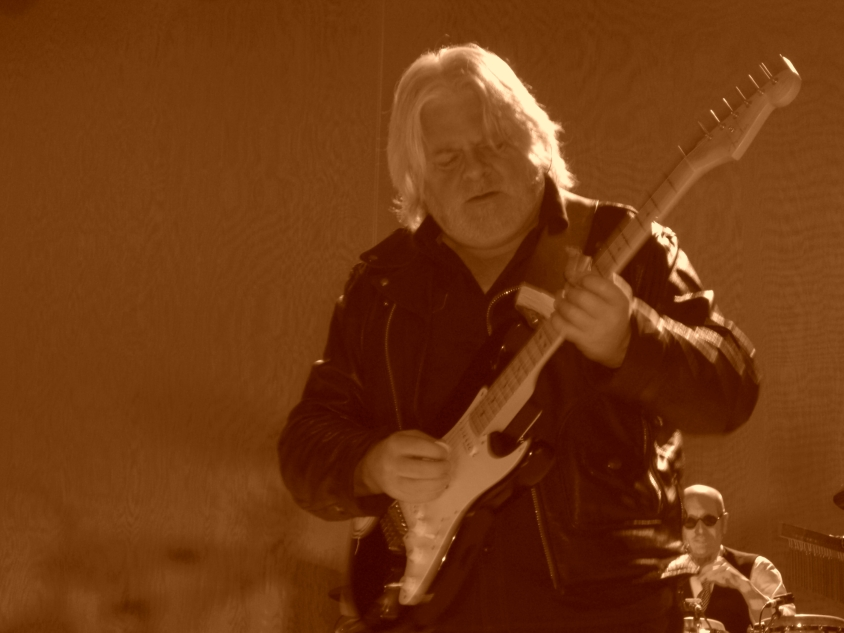
Frank Diez zusammen mit Ray Cooper, 2009

Frank Diez (* 2. November 1950 in Berlin) ist ein deutscher Gitarrist, Komponist, Texter und Produzent und gilt seit vielen Jahren als einer der profiliertesten europäischen Bluesgitarristen. 

## Leben
Inspiriert von den American Folk Blues Festivals der 1960er Jahre begann Diez mit 16 Jahren, Gitarre zu spielen. 
Bis heute ist er als Live- und Studiokünstler national und international tätig. Als einziger deutscher Musiker bestritt er Sessions und Konzerte mit Jimi Hendrix, Chuck Berry und Little Richard. Weitere Stationen waren u. a. Atlantis, Frumpy, Karthago, Randy Pie, Klaus Kinski, Ihre Kinder, Snowball, Johnny Tame, Konstantin Wecker, Eric Burdon, Tom Principato, Giorgio Moroder, Donna Summer, Miller Anderson, Paul Vincent, John Mayall, Udo Lindenberg und Maggie Bell.
Als Gründungsmitglied war Diez von 1974 bis 2004 Gitarrist und Produzent der Peter-Maffay-Band. Bei der Maffay-Tournee 2009 und dem „Unplugged“-Konzert in der Kölner Lanxess Arena 2018 wirkte Diez erneut mit, diesmal als „Special Guest“, ebenso wie auf der „Jubiläumstour“ 2020 und der „Farewell Tour“ 2024.
Einen hohen Stellenwert hat die Projektarbeit mit anderen Künstlern und seiner eigenen Band. Zur festen Einrichtung gehörte hierbei von 1986 bis 2019 das Electric Blues Duo mit Colin Hodgkinson am Bass. In dieser Zeit wurden über 1300 Konzerte im In- und Ausland gespielt und sieben Tonträger in dieser Formation produziert.
Im Jahr 2000 betrieb Diez zusammen mit dem deutschen Gitarristen Alex Conti (Atlantis, Lake), auch wegen ihrer gemeinsamen Affinität zur Stadt Berlin, das Projekt Bärlin Blues Band mit Ingo Bischof (Karthago, Kraan, Guru Guru) an den Keyboards.
Von 2011 bis 2013 war Diez Mitglied von The British Blues Quintet (BBQ) um Maggie Bell und Zoot Money. 2014 arbeitete er unter anderem mit Stefan Stoppok, 2018 mit Siggi Schwarz, Pete York, Chris Thompson und Tina Tandler.
Der im Jahr 2017 verstorbene Gitarrist Stephan Diez, mit dem er als Diez Brothers zwei Alben aufnahm, war sein jüngerer Bruder.

## Frank Diez – Sammlung
Eine Sammlung von Gitarren, alten Original-Bändern von Studioaufnahmen, Skizzenbüchern und anderen Aufzeichnungen über seine langjährigen Tätigkeiten und Erlebnisse in der Musikbranche hat Frank Diez der Lippmann+Rau-Stiftung zur Verfügung gestellt, die durch das Lippmann+Rau-Musikarchiv, Eisenach, verwaltet wird.

## Diskografie
Nachfolgend auszugsweise Produktionen, bei denen Diez mitgewirkt hat:
- 1970 Armaggedon
- 1970 Ihre Kinder
- 1970 Klaus Kinski
- 1971 Sonny Hennig (Tränengas)
- 1972 Atlantis
- 1972 Emergency (Emergency Entrance)
- 1973 Atlantis (Get on Bord)
- 1974 Atlantis (Top of the Bill)
- 1974 Emergency (Emergency)
- 1974 Frank Turba
- 1975 Diez & Bischof (Daybreak)
- 1975 Diverse (Journey into Space)
- 1975 Peter Maffay (Meine Freiheit)
- 1976 Atlantis (Greatest Hits)
- 1976 Roberta Kelly (The Trouble Maker)
- 1976 Peter Maffay (Und es war Sommer)
- 1976 Randy Pie
- 1976 Donna Summer (A Love Trilogy)
- 1977 Randy Pie (Fast Forward)
- 1977 Eric Burdon and Fire Department (Survivor)
- 1977 Tame & Maffay I
- 1977 Peter Maffay (Dein Gesicht)
- 1977 Giorgio Moroder (Munich Machine)
- 1978 Peter Maffay (Live)
- 1978 Snowball (Cold Heat)
- 1979 Jackie Carter (Ruby Shoes)
- 1979 Tame & Maffay II
- 1979 Soundtrack „Timm Thaler“
- 1979 Peter Maffay (Steppenwolf)
- 1979 Udo Lindenberg & das Panikorchester (Der Detektiv – Rock-Revue II)
- 1980 Eric Burdon and Fire Department (Last Drive)
- 1980 Volker Lechtenbrink (Leben so wie ich es mag)
- 1980 Peter Maffay (Revanche)
- 1980 Johnny Tame (Indistinct Horizon)
- 1981 Peter Maffay (Für das Mädchen)
- 1981 Peter Maffay (Du bist wie ein Lied)
- 1981 Johnny Tame (Untamed)
- 1982 Peter Maffay (Ich will leben)
- 1982 Peter Maffay (Live)
- 1983 Average Businessmen (Average Businessmen - mit Bertram Engel)
- 1983 Volker Lechtenbrink (Lebe heute)
- 1983 Peter Maffay (Tabaluga oder die Reise zur Vernunft)
- 1984 Peter Maffay (Carambolage)
- 1985 Peter Maffay (Sonne in der Nacht)
- 1986 Diverse (Rock gegen Atom)
- 1986 Double V Connection (UnderTaKing)
- 1986 Electric Blues Duo (Bitch)
- 1986 Peter Maffay (Tabaluga und das leuchtende Schweigen)
- 1986 Soundtrack „Bitte lasst die Blumen leben“, Frank Duval
- 1986 Konstantin Wecker (Wieder dohoam)
- 1987 Annette Hopfenmüller (Behind the Dunes)
- 1987 Konstantin Wecker (Wecker & Die Band – Live)
- 1987 Frank Duval (When You Were Mine)
- 1987 Soundtrack „Der Joker“
- 1988 The Diez Brothers (City Lights)
- 1988 Peter Maffay (Lange Schatten)
- 1988 Milva (Unterwegs nach morgen)
- 1989 Electric Blues Duo (Make Mine a Double)
- 1989 Peter Maffay (Kein Weg zu weit)
- 1990 The Diez Brothers (Close Up)
- 1990 Peter Maffay (Leipzig – Live ’90)
- 1991 Frumpy (News)
- 1991 Peter Maffay (Liebe)
- 1992 Electric Blues Duo (Live mit der HR Big Band)
- 1992 Peter Maffay (Freunde und Propheten)
- 1993 Peter Maffay (Tabaluga und Lilli)
- 1994 Peter Maffay (Tabaluga und Lilli – Live)
- 1995 Frumpy (Live Ninty-Five)
- 1995 Electric Blues Duo (Out on the Highway)
- 1996 Peter Maffay (Sechsundneunzig)
- 1996 Peter Maffay (’96 – Live)
- 1997 Electric Blues Duo (Lucky at Cards)
- 1997 Miller Anderson (Celtic Moon)
- 1998 Colin Hodgkinson (Bottom Line)
- 1998 Peter Maffay (Begegnungen)
- 1998 Peter Maffay (Begegnungen live)
- 1998 Johnny Tame (Johnny Tame – Best of)
- 1998 Telecats I (mit Karl Ratzer, Tom Principato)
- 2000 Bärlin Blues Band (Berlin Blues – mit Alex Conti)
- 2000 Frank Diez (Stranded on Fantasy Island)
- 2000 Peter Maffay (X)
- 2000 Paul Vincent (Rockin’ Bach)
- 2001 Peter Maffay (Heute vor 30 Jahren)
- 2003 „Tabaluga“ und das verschenkte Glück – live
- 2004 Siggi Schwarz & The Electric Guitarlegends (mit Michael Schenker, Geoff Whitehorn, Alex Conti)
- 2006 Electric Blues Duo (The Last Fair Deal – 20 Years Electric Blues Duo)
- 2010 Electric Blues Duo (2010 LIVE! L’Inoui Luxembourg)
- 2015 BuschFunk Blues Band (2014 live – 25 Jahre Buschfunk)